# Immun Pudliszkowski
Immun Pudliszkowski – kultywar pomidora zwyczajnego.

## Historia i zastosowanie
Kultywar został wyhodowany w 1927 w Pudliszkach, w okresie zwiększającego się na polskim rynku popytu na przetwory pomidorowe, w tym zwłaszcza soki i przeciery. Odmianę nasadzono w miejscu wcześniej uprawianych w Pudliszkach buraków cukrowych. Inwestycja poprzedzona była wizytą Stanisława Fenrycha, twórcy kombinatu przetwórczego w Pudliszkach, w Wielkiej Brytanii, której celem było pozyskanie nasion pomidorów i zbadanie możliwości przeniesienia brytyjskich doświadczeń w warunki polskie (klimat południowej Anglii jest podobny do wielkopolskiego, co nie ma miejsca w przypadku odmian włoskich lub hiszpańskich). Doradcami Fenrycha byli prof. Tadeusz Chrząszcz i mgr Józef Janicki. Przy okazji wizyty w Anglii zapoznano się z recepturą produkcji ketchupu i z pomidorów odmiany 'Immun Pudliszkowski' wyprodukowano pierwszy w Polsce ketchup (1927). Na skalę przemysłową wytwarzano go od 1928. Z kultywaru sporządzano przede wszystkim koncentrat pomidorowy.